# Vermicularia radicula
Vermicularia radicula, tên tiếng Anh: northern wormsnail, là một loài ốc biển, là động vật thân mềm chân bụng sống ở biển thuộc họ Turritellidae.

## Miêu tả
Độ dài vỏ lớn nhất ghi nhận được là 61 mm.

## Môi trường sống
Độ sâu nhỏ nhất ghi nhận được là 5.5 m. Độ sâu lớn nhất ghi nhận được là 18 m.